# Earl Johnson (Musiker)

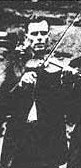
Earl Johnson um 1922

Earl Johnson (* 24. August 1886 im Gwinnett County, Georgia, als Robert Earl Johnson; † 31. Mai 1965) war ein US-amerikanischer Old-Time-Musiker. Johnson ist wohl einer der bekanntesten und talentiertesten Fiddler, die Georgia in den 1920er-Jahren hervorbrachte.

## Leben

### Kindheit und Jugend
Earl Johnson wurde 1886 im Gwinnett County, Georgia, geboren. Johnson lernte von seinem Vater William Fiddle zu spielen. In seiner Kindheit und Jugend musizierte er oft mit seinen beiden Brüdern Albert (Banjo) und Esther (Gitarre). Die Musik nahm für Johnson jedoch nur ein Platz als Hobby ein. Er half weiterhin seinem Vater auf der Farm, belegte aber auch gleichzeitig einen Musikurs in Chicago, denn Johnson wollte Musiklehrer in Atlanta werden. Johnsons Brüder starben jedoch 1923  beide innerhalb von sechs Monaten, was für ihn einen harten Verlust darstellte.

### Karriere

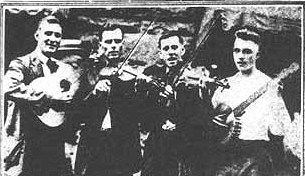
Von links nach rechts: Bull Brewer, Earl Johnson, Fiddlin’ John Carson und L.E. Atkin, ca. 1922

Zur selben Zeit hatte Johnson auch Kontakte zu anderen lokalen Musikern geknüpft, wie zum Beispiel zu Fiddlin’ John Carson, einer der ersten ländlichen Musiker, die auf Schallplatte aufgenommen wurden. Sein Debüt als professioneller Musiker machte Johnson 1925 für Paramount Records als Mitglied der Dixie String Band sowie als Hintergrundmusiker für seinen Freund Arthur Tanner, mit dem er auch des Öfteren im Programm des Radiosenders WSB auftrat. Zudem spielte er auf einigen Aufnahmen von Fiddlin‘ John Carson als zweiter Fiddler und teilweise auch als zweiter Sänger in dessen Begleitband, den Virginia Reelers.
Im Februar 1927 begann Johnson seine Karriere als Solist. Mit seiner eigenen Band nahm er für OKeh Records erste Titel auf. Insgesamt sollte er in den nächsten vier Jahren bei Okeh fast 50 Stücke einspielen. Während dieser Sessions wurde er abwechselnd von den Clodhoppers oder den Dixie Entertainers begleitet. Beide Gruppen waren bekannt für ihren „wilden“ Klang mit Fiddle, Banjo und bemerkenswertem Gesang. Die Dixie Entertainers bestanden neben Johnson aus Emmett Bankston (Banjo) und Byrd Moore (Gitarre); die Clodhoppers ebenfalls aus Emmett Bankston und Lee „Red“ Henderson (Gitarre). Die erste Erscheinung Johnsons war Ain’t Nobody’s Business, ein Song der später auch für seine sinnlosen Texte („She runs a weenie stand, way down in no-man’s land“) bekannt war und von Tennessee Ernie Ford und Ella Mae Morse gecovert wurde. Johnsons Repertoire und Klang weisen deutliche Parallelen zu denen von Gid Tanner and his Skillet Lickers auf, ebenfalls Musiker aus Georgia, die für Columbia Records aufnahmen und eine der erfolgreichsten Stringbands ihres Genres waren.
1929 wechselte Johnson für kurze Zeit zu RCA Victor, kehrte dann aber wieder 1930 zu OKeh zurück. Währenddessen hatten seine beiden Hintergrundbands ihn verlassen, daher wurde er bei einer Session im Dezember 1930 von seiner Frau Lulu Bell und dem Gitarristen Bill Henson unterstützt. Mit der Weltwirtschaftskrise kam jedoch auch Johnsons Ende als Musiker; seine letzte Session hielt er im Oktober 1931 ab. Danach zog er sich aus dem Musikgeschäft zurück, gleichwohl nahm er aber weiterhin an Fiddler’s Contests teil.
Earl Johnson starb 1965 im Alter von 78 Jahren an einem Herzinfarkt. Document Records gaben 1997 zwei CDs mit Johnsons gesammelten Werken heraus.

## Diskografie

### Singles
| Jahr         | Titel                                                                             | Anmerkungen |
| ------------ | --------------------------------------------------------------------------------- | ----------- |
| OKeh Records |                                                                                   |             |
| 1927         | Ain’t Nobody’s Business / Three Night’s Experience                                |             |
| 1927         | John Henry Blues / I Don’t Love Nobody                                            |             |
| 1927         | Boil Dem Cabbage Down / Shortnin’ Bread                                           |             |
| 1927         | Hen Cackle / Johnson’s Old Grey Mule                                              |             |
| 1927         | Dixie / I’m Satisfied                                                             |             |
| 1927         | Arkansaw Traveler / Twinkle Little Star                                           |             |
|              | I’ve Got A Woman On Surwood Mountain / Johnnie Get Your Gun                       |             |
|              | I Get My Whiskey From The Wildwood / Old Grey Mare Kicking Out Of The Wilderness  |             |
|              | Little Grave In Georgia / In The Shadow of the Pine                               |             |
| 1928         | Leather Breeches / Red Hot Breakdown                                              |             |
| 1928         | They Don’t Roost To High For Me / Mississippi Jubilee                             |             |
| 1928         | Wire Grass Drag / Nigger In The Woodpile                                          |             |
| 1928         | Alabama Girl, Ain’t You Comin’ Out Tonight / G Rag                                |             |
| 1928         | Nigger In The Cotton Patch / All Night Long                                       |             |
| 1928         | Laughing Rufus / Poor Little Joe                                                  |             |
| RCA Victor   |                                                                                   |             |
| 1930         | Fiddlin’ Rufus / Mississippi Sawyer                                               |             |
| 1930         | Rocky Palace / Green Mountain Polka                                               |             |
| 1930         | He’s A Beauty / I Lost My Gal                                                     |             |
| OKeh Records |                                                                                   |             |
| 1930         | Bringing In The Sheaves / I Know That My Redeemer Liveth                          |             |
| 1930         | Buy a Half Pint and Stay In the Wagon Yard / Take Me Back To My Old Mountain Home |             |
| 1930         | When Roses Bloom Again For the Bootlegger / There’s No Place Like Home            |             |
| 1931         | Close Your Bright Eyes / Way Down In Georgia                                      |             |

### Alben
- 1997: Complete Recorded Works, Vol.1 (1927)
- 1997: Complete Recorded Works, Vol.2 (1927 – 1931)